# Galeodes setulosus
Galeodes setulosus är en spindeldjursart som beskrevs av J. Birula 1937. Galeodes setulosus ingår i släktet Galeodes och familjen Galeodidae. Inga underarter finns listade i Catalogue of Life.